# Кодекс годов Ёро
Ко́декс годо́в Ёро (яп. 養老律令 ё:ро: рицурё:, «уголовное и гражданское право годов Ёро») — сборник законов древнего японского государства VIII века. Назван по девизу правления императрицы Гэнсё — Ёро.

## История
Заключённый в 718 году, втором году Ёро по японскому календарю, усилиями группы юристов под руководством Фудзивары-но Фухито путём редактирования статей кодекса годов Тайхо. Вступил в силу с 757 года, 1-го года Тэмпё-ходзи.
Состоит из положений криминального (яп. 律, рицу) и гражданского (яп. 令, рё:) права. Выполнял роль основного закона Японии со второй половины VIII века.
Тома, которые содержали положения уголовного права, утеряны, а 10 томов гражданского права сохранились в сборнике толкований гражданского права «Рёносюгэ» кодекса Ёро.